# Extraterrestrische Intelligenz
Extraterrestrische Intelligenz (ETI) bezeichnet alle möglicherweise existierenden intelligenten Formen außerirdischen Lebens, wobei es aber keine allgemeingültige Definition des Begriffs Intelligenz gibt. Der Begriff ETI überlappt mit dem der extraterrestrischen Zivilisation, welcher hypothetische außerirdische Lebensformen mit wissenschaftlich-technischer Organisation bezeichnet, wobei aber auch die Definition des Begriffs Zivilisation nicht unproblematisch ist.

## Suche nach ETI
Die Suche nach ETI ist Forschungsgegenstand der Astrobiologie. Da bisher noch keinerlei außerirdisches Leben gefunden wurde, geschweige denn hoch entwickelte Lebensformen, ist die Schwierigkeit der Definition von ETI bisher kein Problem mit direkter praktischer Relevanz.
Seit Mitte des 20. Jahrhunderts wird mit verschiedenen wissenschaftlichen Methoden (Search for Extraterrestrial Intelligence) nach Zivilisationen im All gesucht. Laut einer Studie aus dem Jahr 2020 müssten nach aktuellem Kenntnisstand momentan über 36 Zivilisationen mit extraplanetarer Kommunikationsfähigkeit „Communicating Extra-Terrestrial Intelligence“ (CETI) in unserer Galaxie existieren, vorausgesetzt dass deren Entstehungsdauer, wie auf der Erde, ca. 4,5 bis 5,5 Milliarden Jahre und deren durchschnittliche Lebenszeit als kommunizierende Zivilisation (auf Basis unserer eigenen Zeitrechnung) ca. 100 Jahre beträgt. Extraterrestrische Intelligenz ist auch ein Motiv der Science-Fiction.